# Maurizio Arena
Maurizio Arena, pseudonimo di Maurizio Di Lorenzo (Roma, 26 dicembre 1933 – Roma, 21 novembre 1979), è stato un attore, regista e sceneggiatore italiano.
Era fratello di Rossana Di Lorenzo.

## Biografia

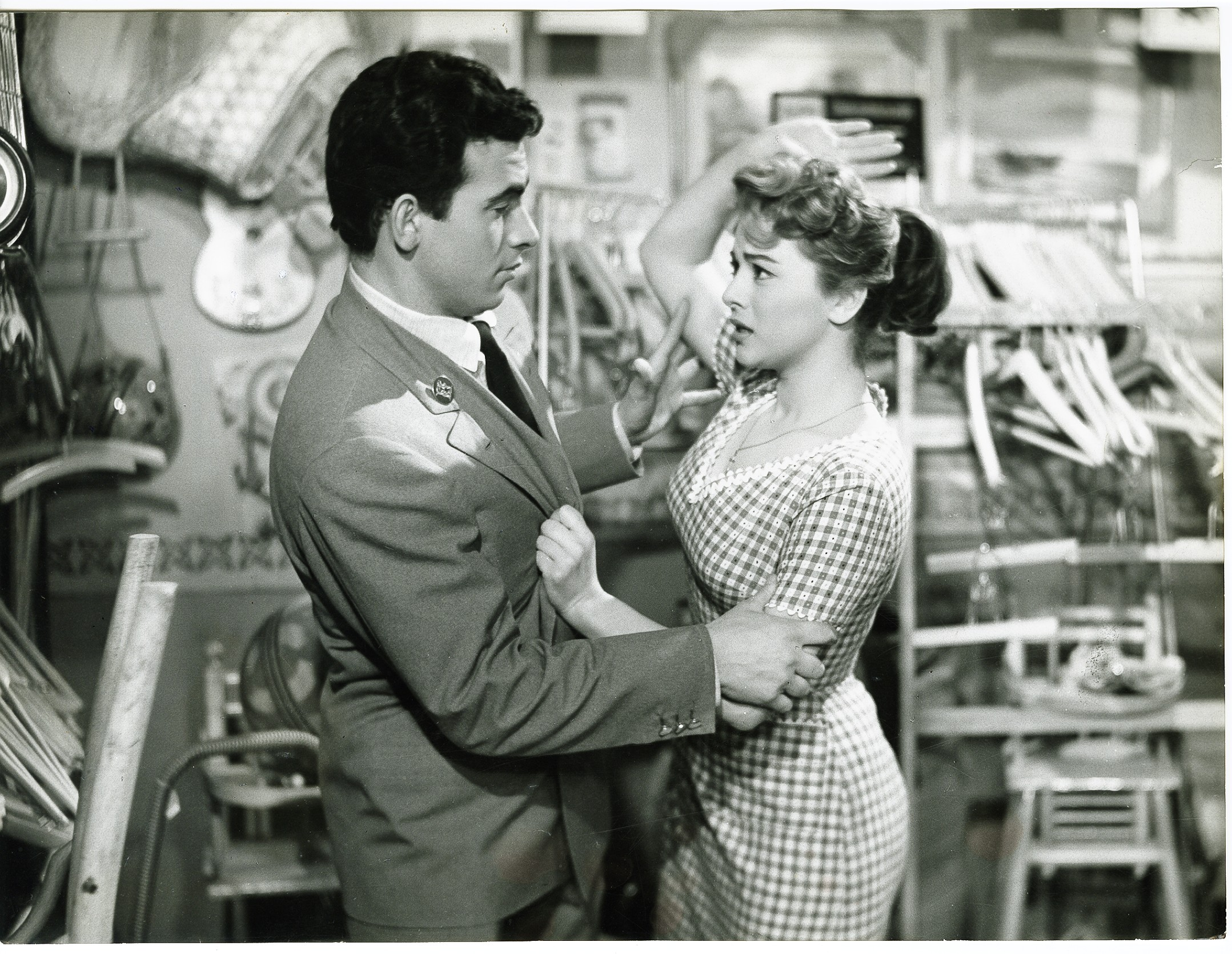
Maurizio Arena e Giovanna Ralli nel film Tempo di villeggiatura del 1956 diretto da Antonio Racioppi.

### Origini e successo
Scelse come pseudonimo il cognome Arena in omaggio all'attrice Anna Arena, a cui fu legato sentimentalmente per qualche anno, nonostante la forte differenza d'età. Arena, divo e sex symbol della sua epoca, fu molto famoso soprattutto negli anni cinquanta, grazie al successo della trilogia di Dino Risi Poveri ma belli, Belle ma povere e Poveri milionari, in cui incarnava il tipo del romano di estrazione popolare, giovane, aitante e indolente.
Tentò anche la strada della regia, senza particolare successo. Produsse e interpretò nel 1960 il film Il principe fusto, nel cui cast figuravano anche la madre ed il padre, Elvira ed Amedeo. Il film anticipò in qualche modo, di circa otto anni, la poca affinità dei suoi valori con quelli di una certa aristocrazia, come dimostrò la contrastata storia d'amore con Maria Beatrice di Savoia. Il principe fusto fu girato mentre Fellini girava La dolce vita, incentrato su quella via Veneto che vedeva all'epoca proprio Arena tra i suoi protagonisti.

### Il declino
Dopo un periodo di assenza, alla fine degli anni sessanta la sua fama era già in netto declino. Molto ingrassato, veniva ormai chiamato soltanto per piccole parti da caratterista (come per esempio il compagno Romolo ne Il delitto Matteotti del 1973). La sua ultima interpretazione, in un film ispirato al personaggio dei fumetti Braccio di Ferro, e intitolata Pugni dollari & spinaci, non riuscì neppure a trovare uno sbocco commerciale. Come tanti suoi colleghi attori, si cimentò nella canzone. Dal 1974 fino alla fine della sua breve vita praticò, presso la sua villa di Casal Palocco a Roma, l'attività di guaritore, apparendo in tale veste altresì in trasmissioni televisive su emittenti private e al talk show Rai Acquario di Maurizio Costanzo: divenne popolare anche grazie a un libro (Dopo Acquario, SugarCo), che era una raccolta di lettere di pazienti, ricevute sia da Maurizio Arena che da Costanzo.

### La morte
Morì a 45 anni il 21 novembre 1979 nella sua abitazione a causa di una crisi cardiaca sopraggiunta in seguito al riacutizzarsi di un'affezione renale di cui soffriva da tempo. I funerali si svolsero il 24 novembre nella chiesa di San Francesco Saverio alla Garbatella, il quartiere romano dove era nato. È sepolto nel cimitero Flaminio di Roma insieme ai genitori e alla sorella Rossana.

## Omaggi
- Nel quartiere della Garbatella a Roma gli è stato dedicato un parco al quale si accede da piazza Benedetto Brin.

- Sempre a Roma, in via della Garbatella 24, dove nacque, è stata posta una targa in sua memoria.

## Filmografia

### Regista
- Il principe fusto (1960) - (anche sceneggiatore, produttore e compositore)
- Gli altri, gli altri... e noi (1967) - (anche sceneggiatore)

### Attore

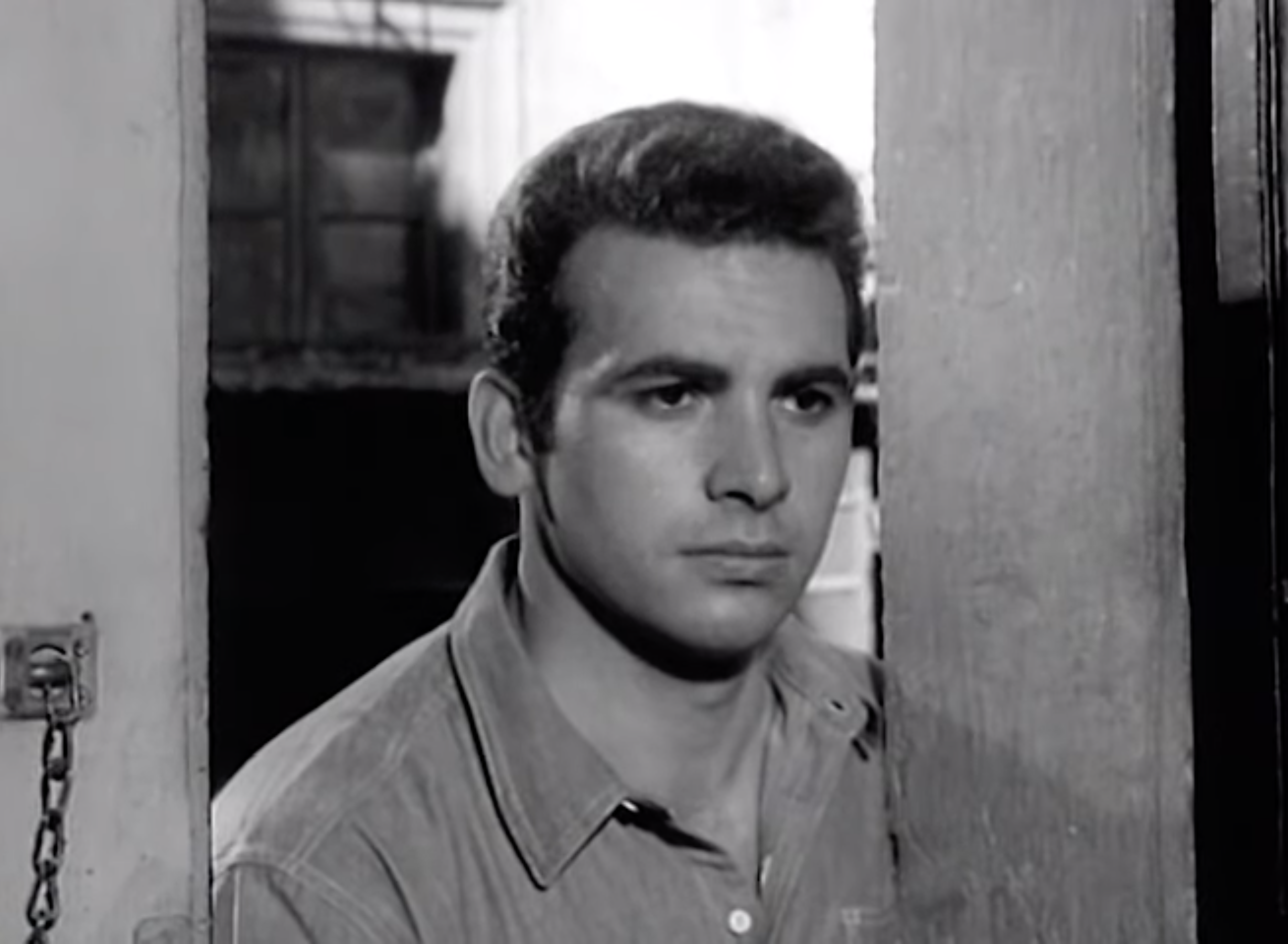
Maurizio Arena nel film Il cocco di mamma (1957)

- La figlia del diavolo, regia di Primo Zeglio (1952)
- Bellezze in motoscooter, regia di Carlo Campogalliani (1952)
- Villa Borghese, regia di Vittorio De Sica e Gianni Franciolini (1953)
- La lupa, regia di Alberto Lattuada (1953)
- Tormento di anime, regia di Cesare Barlacchi (1953)
- Vacanze romane (Roman Holiday), regia di William Wyler (1953) - non accreditato
- Siamo tutti inquilini, regia di Mario Mattoli (1953)
- Un giorno in pretura, regia di Steno (1953)
- Peppino e la vecchia signora, regia di Piero Ballerini (1954)
- Tripoli, bel suol d'amore, regia di Ferruccio Cerio (1954)
- Racconti romani, regia di Gianni Franciolini (1955)
- Il segno di Venere, regia di Dino Risi (1955)
- Totò e Carolina, regia di Mario Monicelli (1955)
- La porta dei sogni, regia di Angelo D'Alessandro (1955)
- Un giglio infranto, regia di Giorgio Walter Chili (1955)
- Processo all'amore, regia di Enzo Liberti (1955)
- Accadde di notte, regia di Gian Paolo Callegari (1956)
- Sangue di zingara, regia di Maria Basaglia (1956)
- Napoli, sole mio!, regia di Giorgio Simonelli (1956)
- Tempo di villeggiatura, regia di Antonio Racioppi (1956)
- Poveri ma belli, regia di Dino Risi (1957)
- Vacanze a Ischia, regia di Mario Camerini (1957)
- Un angelo è sceso a Brooklyn (Un angel pasó por Brooklyn), regia di Ladislao Vajda (1957)
- Il diavolo nero, regia di Sergio Grieco (1957)
- Belle ma povere regia di Dino Risi (1957)
- Buongiorno primo amore!, regia di Marino Girolami e Antonio Momplet (1957)
- Il cocco di mamma, regia di Mauro Morassi (1957)
- Marinai, donne e guai, regia di Giorgio Simonelli (1958)
- Valeria ragazza poco seria, regia di Guido Malatesta (1958)
- Gli italiani sono matti, regia di Duilio Coletti e Luis María Delgado (1958)
- Caporale di giornata, regia di Carlo Ludovico Bragaglia (1958)
- Amore e guai..., regia di Angelo Dorigo (1958)
- Via col... paravento, regia di Mario Costa (1958)
- Un uomo facile, regia di Paolo Heusch (1959)
- Il terrore dell'Oklahoma, regia di Mario Amendola (1959)
- La duchessa di Santa Lucia, regia di Roberto Bianchi Montero (1959)
- Policarpo, ufficiale di scrittura, regia di Mario Soldati (1959)
- Avventura a Capri, regia di Giuseppe Lipartiti (1959)
- Simpatico mascalzone, regia di Mario Amendola (1959)
- Il magistrato, regia di Luigi Zampa (1959)
- Poveri milionari, regia di Dino Risi (1959)
- Noi siamo due evasi, regia di Giorgio Simonelli (1960)
- Il principe fusto, regia di Maurizio Arena (1960)
- Tu che ne dici?, regia di Silvio Amadio (1960)
- Blond muß man sein auf Capri, regia di Wolfgang Schleif (1961)
- Il carabiniere a cavallo, regia di Carlo Lizzani (1961)
- Le magnifiche 7, regia di Marino Girolami (1961)
- I soliti rapinatori a Milano, regia di Giulio Petroni (1961)
- Fra' Manisco cerca guai..., regia di Armando William Tamburella (1961)
- Pugni pupe e marinai, regia di Daniele D'Anza (1961)
- Maurizio, Peppino e le indossatrici, regia di Filippo Walter Ratti (1961)
- Marcia o crepa, regia di Frank Wisbar (1962)
- Il giorno più corto, regia di Sergio Corbucci (1963)
- La fuga, regia di Paolo Spinola (1964)
- Via Veneto, regia di Giuseppe Lipartiti (1964)
- Il trattato di eugenetica, episodio di Le bambole (1965)
- Il sigillo di Pechino (Die Hölle von Macao), regia di James Hill e Frank Winterstein (1967)
- Gli altri, gli altri... e noi, regia di Maurizio Arena (1967)
- Radiografia di un colpo d'oro, regia di Antonio Isasi-Isasmendi (1968)
- Er più - Storia d'amore e di coltello, regia di Sergio Corbucci (1971)
- Mazzabubù... Quante corna stanno quaggiù?, regia di Mariano Laurenti (1971)
- Storia di fifa e di coltello - Er seguito der Più, regia di Mario Amendola (1972)
- Anche se volessi lavorare, che faccio?, regia di Flavio Mogherini (1972)
- Il delitto Matteotti, regia di Florestano Vancini (1973)
- Il figlioccio del padrino, regia di Mariano Laurenti (1973)
- Società a responsabilità molto limitata, regia di Paolo Bianchini (1973)
- Storia de fratelli e de cortelli, regia di Mario Amendola (1973)
- Per amare Ofelia, regia di Flavio Mogherini (1974)
- Il venditore di palloncini, regia di Mario Gariazzo (1974)
- Colpo in canna, regia di Fernando Di Leo (1975)
- Roma drogata la polizia non può intervenire, regia di Lucio Marcaccini (1975)
- Il sogno di Zorro, regia di Mariano Laurenti (1975)
- Atti impuri all'italiana, regia di Oscar Brazzi (1976)
- Vai col liscio, regia di Giancarlo Nicotra (1976)
- Telefoni bianchi, regia di Dino Risi (1976)
- Puttana galera!, regia di Gianfranco Piccioli (1976)
- Remo e Romolo - Storia di due figli di una lupa, regia di Mario Castellacci e Pier Francesco Pingitore (1976)
- La padrona è servita, regia di Mario Lanfranchi (1976)
- La bidonata, regia di Luciano Ercoli (1977)
- Pugni dollari & spinaci, regia di Emimmo Salvi (1978)

## Doppiatori
- Pino Locchi in Siamo tutti inquilini, Tripoli bel suol d’amore, Napoli sole mio!, Un angelo è sceso a Brooklyn, Il terrore dell'Oklahoma, Avventura a Capri, Il magistrato, Poveri milionari, Noi siamo due evasi, Fra Manisco cerca guai..., Pugni pupe e marinai
- Ferruccio Amendola in Vacanze a Ischia, La fuga, Er più - Storia d'amore e di coltello, Storia di fifa e di coltello - Er seguito d'er più, Il figlioccio del padrino, Società a responsabilità molto limitata, Storia de fratelli e de cortelli, Per amare Ofelia, Colpo in canna, Roma drogata la polizia non può intervenire
- Giuseppe Rinaldi in Un giglio infranto, Marinai, donne e guai, Gli italiani sono matti, Amore e guai...
- Massimo Turci in Totò e Carolina[3]
- Sergio Fantoni in Poveri ma belli
- Cesare Barbetti in Belle ma povere
- Gianfranco Bellini ne Il carabiniere a cavallo
- Glauco Onorato ne Il delitto Matteotti
- Sergio Fiorentini in Pugni, dollari & spinaci

## Televisione
Nel 1968 Maurizio Arena partecipò a una serie di sketch della rubrica televisiva Carosello pubblicizzando gli elettrodomestici della Ignis.